# دراق (ولاية المدية)
دراق بلدية بدائرة عزيز ولاية المدية الجزائرية.
شاركت في الثورة الجزائرية بقوة نظرا لتضاريسها الوعرة وسكانها الأحرار وقدمت أكثر من ألف شهيد على الرغم من قلة سكانهاأغلبهم استشهد أثناء قصف للطيران الاستعماري لعدم تمكنه من دخولها برا.
تتميز بلدية دراق بمناظر طبيعية خلابة وغابات كثيفة وجبال شامخة.
من أهم معالمها مقبرة الشهداء بمدخل المدينة وجبل تقانسة.